# Jean Charles de Folard
Jean Charles de Folard fue un caballero, ingeniero, táctico y escritor militar de Francia nacido en 1669 y fallecido en 1752, conocido como el "Vegecio francés".

## Biografía
Los antiguos tenían costumbre de abastecer abundantemente de víveres sus plazas fuertes, amenazadas de un próximo sitio, y no como quiera para tres o cuatro meses, sino para tres o cuatro años para menos. Dos razones los obligaban a practicarlo así: el temor de ser bloqueados, y la ley inviolable de defenderse hasta el último extremo. Los modernos se precaven menos, así en víveres como en municiones, pues creen que basta un acopio suficiente para tres o cuatro meses en las plazas más bien fortificadas y más importantes; esto causa lástima
"Tratado de la defensa de las plazas", Folard

Folard nació en Aviñón, municipio de Francia, que en su origen fue Aviñón ciudad de los galos, llamada "Avenio Cavarum", más tarde colonia romana hasta la caída del Imperio Romano, después pasar por varias dominaciones, en la que se trasladó la Santa Sede de Roma a Aviñón de 1307 a 1377, apoderándose de ella Luis XIV de Francia en 1672 y en 1688 por negarse Inocencio XI de confirmar a los obispos franceses y de 1774 a 1791 en posesión de la Santa Sede, para luego reunirse a la Francia.
Sus inclinaciones militares empezaron muy pronto y se acrecentaron tras la lectura de los Comentarios sobre la guerra de las Galias de Cayo Julio César, y se diatinguió por la atención que prestó a la parte científica militar, a los movimientos y maniobras de un ejército en el campo de batalla, trazando planos y mapas, y llegó a ser un considerable buen ingeniero.
Folard se enganchó a la milicia a los 16 años y fue cadete en el regimiento de Berri, y devino subteniente, y fue partisano durante la guerra de 1688, siendo para él una escuela, ideando planes, y la guerra de 1701 le dio nuevas oportunidades de mostrar sus habilidades y sus conocimientos, ya que el duque de Vendome le hizo ayudante de campo, atendiéndolo en sus campañas de Italia.
Folard responde a las expectativas que habían puesto sobre él, y contribuye a la toma de Ostiglia y de la Cassine de la Bouline, recibiendo la Cruz de San Luis y una pensión de 400 libras, y herido en la batalla de Cassano en 1705 resiste durante las combinaciones que se dan en la batalla y forma su sistema de columnas, ya que en su comentarios sobre Polibio, combatió en favor de las armas antiguas y la antigua táctica con mucho más talento que justicia, echando el mismo Mariscal de Sajonia la "falange erizada de picas"; pero la experiencia hizo triunfar el sistema bosquejado.
Después de distinguirse en varios sitios en Italia, salió de la Módena y pasó a servir en Flandes bajo las órdenes del duque de Bourgogne, siendo herido de nuevo en la batalla de Malplaquet, cayendo prisionero y el príncipe Eugenio de Saboya no se lo pudo a ganar a pesar de las ventajosas ofertas que hizo a Folard.
De regreso a Francia, recibe la comandancia de Bourbourg, y su celo en el trabajo, sus anhelos tácticos, su agitada actividad y su delilidad de dar consejos no aceptables para sus superiores, le granjearon muchos enemigos, y con la paz de 1712, fue colocado en la lista de rebajados y acudió entonces a Malta a ofrecer sus servicios a la Orden de San Juan, y tras la rendición de Malta ante los turcos en 1714, siendo ofendido por algo, regresó al continente y visitó Suecia.
En Suecia, fue bien recibido por Carlos XII de Suecia, a quien sirvió, y empleó a Folard en algunas misiones, y acompañó al rey sueco en su expedición a Noruega, viendo Folard en Carlos XII un rey-soldado y la oportunidad de probar sus nuevas ideas sobre la guerra, pero la muerte del rey sueco en el sitio de Friderichis-Hall, anula todos sus proyectos y le obliga a regresar a Francia.
Folard hizo una campaña mas en la guerra contra España en 1719, bajo las órdenes del duque de Berwick, en calidad de maestre de campo, ya la última, y regresando a su patria, se ocupó en profundos estudios del arte militar y la filosofía de guerra, y escribió de cuestiones militares, dando lecciones al conde de Saxe, y expone sus nuevos descubrimientos en el arte militar en sus "Comentarios sobre Polibio", su principal trabajo, y no solo hace sus observaciones de los acontecimientos narrados por los historiadores griegos, sino que también traza el paralelo entre los antiguos y modernos en su forma de guerrear, en su forma de conducir a las tropas y las razones de los acontecimientos de las guerras que había presenciado, exponiendo con gran libertad, los errores de los comandantes de su época.
Según Cesare Cantù, Folard con su columna, acostumbró a abandonar la rutina y dio origen al llamado orden profundo o francés, y Guibert, quien pretendía excluir la acción del choque y la columna, que consideraba una disposición accidental, de ser el orden extendido a propósito para la defensa, le echa en cara su admiración hacia los antiguos, y sin embargo, Folard tiene un vigor que nadie ha alcanzado, una afición decidida y profunda hacia su profesión, y si no ve con claridad y justicia, rara vez lo hace sin habilidad y talento, y por todas partes encuentra medios infalibles, y perdiéndose en proyectos imposibles y en medios inaplicables, descuida lo que es en todo tiempos y lugares: la formación y estructura del ejército, su relación con la sociedad y la de la guerra con la administración.
Guibert, en su obra "Defensa del sistema de guerra moderna", autor también de "Tratado de táctica", ataca el orden profundo de Folard, y analiza las primeras operaciones de guerra del vizconde de Turenna, del Mariscal de Luxemburgo y del rey de Prusia, Federico II el Grande, todos ellos opuestos al sistema de columnas propugnado por el comentador de Polibio, Jean Charles de Folard.
Folard colaboró también con Augustin Calmet en la redacción de su diccionario histórico, crítico y necrológico, 1730, y escribió un libro sobre los nuevos descubrimientos sobre la guerra, con ideas profundas y metódicas, y un tratado del trabajo del partisano que poseía el mariscal Belle-Ile, y Antonio Chabo de la Serre y su hermano Luis escribieron una obra titulada "Reflexiones críticas sobre los diferentes sistemas tácticos de Folard, excepto el de su columna", Berlín, 1756.

## Obras
- Abregé des commentaires de M. De Folard, París, 1754.
- Histoire de Polybe:...., Ámsterdam, 1774, 7 vols.
- Memoir on the progress of military discipline, 1817.
- Nouvelles découvertes sur la guerre, 1724.
- Pausanias...., París, 1797.
- Otras